# Vučković
Vučković je priimek več znanih ljudi:
- Ljubo Vučković (1915--1976), črnogorski general, načelnik generalštaba JLA
- Miloš Vučković (1914--1992) črnogorski general
- Nenad Vučković, srbski rokometaš
- Severina Vučković (*1972), hrvaška pevka